# Zgierz (gmina)
Zgierz est une gmina rurale du powiat de Zgierz, Łódź, dans le centre de la Pologne. Son siège est la ville de Zgierz, bien qu'elle ne fasse pas partie du territoire de la gmina.
La gmina couvre une superficie de 199,05 km2 pour une population de 11 766 habitants.

## Géographie
La gmina inclut les villages d'Adolfów, Astachowice, Bądków, Besiekierz Nawojowy, Besiekierz Rudny, Biała, Brachowice, Ciosny, Ciosny-Kolonia, Cyprianów, Czaplinek, Dąbrówka Wielka, Dąbrówka-Malice, Dąbrówka-Marianka, Dąbrówka-Sowice, Dąbrówka-Strumiany, Dębniak, Dzierżązna, Emilia, Florianów, Gieczno, Glinnik, Głowa, Grabiszew, Grotniki, Janów, Jasionka, Jedlicze A, Jedlicze B, Jeżewo, Józefów, Kania Góra, Kębliny, Kotowice, Krzemień, Kwilno, Leonardów, Leonów, Lorenki, Lućmierz, Lućmierz-Las, Maciejów, Marcjanka, Michałów, Moszczenica, Nowe Łagiewniki, Osmolin, Ostrów, Palestyna, Podole, Rogóźno, Rosanów, Rozalinów, Samotnik, Siedlisko, Skotniki, Śladków Górny, Słowik, Smardzew, Stare Łagiewniki, Stefanów, Swoboda, Szczawin, Szczawin Kościelny, Szczawin Mały, Szczawin-Kolonia, Ukraina, Ustronie, Warszyce, Wiktorów, Władysławów, Wola Branicka, Wola Branicka-Kolonia, Wola Rogozińska, Wołyń, Wypychów et Zimna Woda.
La gmina borde les villes de Łódź et Ozorków, et les gminy de Aleksandrów Łódzki, Głowno, Ozorków, Parzęczew, Piątek et Stryków.